# Жданов, Владимир Александрович (литературовед)
Влади́мир Алекса́ндрович Жда́нов (17 [29] января 1898, Нижний Новгород — 25 февраля 1971, Москва) — русский советский литературовед, толстовед-текстолог.

## Биография
Один из организаторов Государственного музея Л. Н. Толстого в Москве, в котором работал с 1920 года. Исследователь творчества Льва Толстого.
В 1938—1952 годах — научный сотрудник, заведующий отделом ГМТ. Редактор юбилейного полного собрания сочинений Льва Толстого (1951).
Первая книга В. А. Жданова — напечатанная в 1928 году «Любовь в жизни Льва Толстого» — опровергала установившееся в те годы тенденциозное отношение к семейной жизни писателя.
Автор многих работ, посвящённых творческой истории произведений Толстого. В юбилейном издании полного собрания сочинений Толстого В. А. Жданов подготовил к печати 6 томов писем.
Редактор и комментатор «Мёртвых душ» Н. В. Гоголя (Полное собрание сочинений, т. 6, 7, 1951), эпистолярного наследия деятелей искусств (переписка П. И. Чайковского с Н. Ф. фон-Мекк, т. 1—3, М.—Л., 1934—1936, а также другие издания).
Супруга — литературовед Эвелина Ефимовна Зайденшнур (1902—1985).
Умер в 1971 году в Москве. Похоронен на Востряковском кладбище.

Могила Жданова и Зайденшнур на Востряковском кладбище Москвы.

## Избранная библиография
- Неизвестный Толстой. Тайная жизнь гения, М., 1928;
- Переписка с П. И. Юргенсоном: 1877—1883 (в соавт., 1952);
- Творческая история «Анны Карениной», М., 1957;
- Творческая история романа Л. Н. Толстого «Воскресение», М., 1960;
- Из творческой истории «Крейцеровой сонаты», в сб.: Толстой-художник, М., 1961;
- Творческая история повести «Отец Сергий», «Уч. зап. Горьковского ун-та», 1963, т. 60, в. 5.;
- От «Анны Карениной» к «Воскресению», 1967;
- Последние книги Л. Н. Толстого: замыслы и свершения, 1971;
- Толстой и Софья Берс, 2008.